# Selección de fútbol de Palestina
La selección de fútbol de Palestina (en árabe: منتخب فلسطين لكرة القدم‎) es el equipo representativo del Estado de Palestina en las competiciones oficiales. Su organización está a cargo de la Federación Palestina de Fútbol, perteneciente a la Confederación Asiática de Fútbol (AFC) y a la Federación de Fútbol de Asia Occidental.

## Historia

### Inicios
En 1928 una «selección de fútbol de Palestina» fue creada por las autoridades del Mandato Británico de Palestina con jugadores árabes, judíos y británicos, y fue admitida por la FIFA en 1929. En 1934 los partidos de clasificación de la selección de Palestina para el Mundial de Fútbol de 1934 fueron disputados por un equipo formado exclusivamente por judíos y británicos. Después de 1948, la Federación de Fútbol de Palestina se convirtió en la Asociación de Fútbol de Israel. Ambas federaciones, la israelí y la palestina, cuentan como propios los cinco partidos internacionales disputados por dicha selección.
La actual Asociación Palestina de Fútbol fue fundada en 1952 y no fue aceptada por la FIFA hasta 1998, gracias a la gestión del entrenador Ricardo Carugati,  después de la creación de la Autoridad Nacional Palestina. En julio de 1998, la selección nacional palestina jugó sus primeros partidos internacionales contra los equipos de Líbano, Siria y Jordania. Un año más tarde, llevados por el entrenador Argentino Ricardo Carugati, se llevaron la medalla de bronce en los Juegos Panarabicos tras perder ante Jordania en la semifinal.

### Primer partido en casa
Diez años después de ser aceptada por la FIFA, la Selección de Palestina jugó su primer partido amistoso como local en su territorio. Esto sucedió el 26 de octubre de 2008 en el estadio Faysal Al-Husseini ubicado en Al-Ram, suburbio de Jerusalén, Cisjordania, con saldo de empate 1:1 frente a su similar de Jordania. Al evento deportivo asistieron el Rey Abdalá II de Jordania, y el presidente palestino, Mahmud Abbas, además del presidente de la FIFA, Joseph Blatter.
Hasta aquel momento Palestina no contaba con un campo homologado por la FIFA para encuentros internacionales, y debía jugar sus encuentros como local fuera de su territorio, en Jordania o Catar.
Asimismo, en julio de 2011 la selección palestina pudo jugar por primera vez en casa un partido de clasificación para la Copa del Mundo, contra Afganistán. El acontecimiento fue considerado un momento histórico. En los días previos al partido siguiente ante la selección de Tailandia en el que Palestina quedó finalmente eliminada, ocho jugadores del equipo nacional palestino residentes en la Franja de Gaza se vieron negado el permiso de entrada a Cisjordania por las autoridades israelíes.

### Copa Asiática 2015
El 30 de mayo de 2014, Palestina logró adjudicarse el último boleto a la Copa Asiática 2015 al proclamarse campeón de la Copa Desafío de la AFC 2014, en Maldivas, tras derrotar a Filipinas en la final por 1:0. Esta conquista le permitió alcanzar su mejor posición en la Clasificación mundial de la FIFA del mes de julio de 2014 (85° lugar).

## Estadísticas

### Copa Mundial de Fútbol
| Copa Mundial de Fútbol | Copa Mundial de Fútbol  | Copa Mundial de Fútbol  | Copa Mundial de Fútbol  | Copa Mundial de Fútbol  | Copa Mundial de Fútbol  | Copa Mundial de Fútbol  | Copa Mundial de Fútbol  |
| Año                    | Ronda                   | J                       | G                       | E                       | P                       | GF                      | GC                      |
| ---------------------- | ----------------------- | ----------------------- | ----------------------- | ----------------------- | ----------------------- | ----------------------- | ----------------------- |
| 1930 - 1950            | No existía la selección | No existía la selección | No existía la selección | No existía la selección | No existía la selección | No existía la selección | No existía la selección |
| 1954 - 1998            | No participó            | No participó            | No participó            | No participó            | No participó            | No participó            | No participó            |
| 2002                   | No clasificó            | No clasificó            | No clasificó            | No clasificó            | No clasificó            | No clasificó            | No clasificó            |
| 2006                   | No clasificó            | No clasificó            | No clasificó            | No clasificó            | No clasificó            | No clasificó            | No clasificó            |
| 2010                   | No clasificó            | No clasificó            | No clasificó            | No clasificó            | No clasificó            | No clasificó            | No clasificó            |
| 2014                   | No clasificó            | No clasificó            | No clasificó            | No clasificó            | No clasificó            | No clasificó            | No clasificó            |
| 2018                   | No clasificó            | No clasificó            | No clasificó            | No clasificó            | No clasificó            | No clasificó            | No clasificó            |
| 2022                   | No clasificó            | No clasificó            | No clasificó            | No clasificó            | No clasificó            | No clasificó            | No clasificó            |
| 2026                   | No clasificó            | No clasificó            | No clasificó            | No clasificó            | No clasificó            | No clasificó            | No clasificó            |
| 2030                   | Por disputarse          | Por disputarse          | Por disputarse          | Por disputarse          | Por disputarse          | Por disputarse          | Por disputarse          |
| 2034                   | Por disputarse          | Por disputarse          | Por disputarse          | Por disputarse          | Por disputarse          | Por disputarse          | Por disputarse          |
| Total                  | 0/23                    | -                       | -                       | -                       | -                       | -                       | -                       |

### Copa Asiática
| Copa Asiática | Copa Asiática    | Copa Asiática | Copa Asiática | Copa Asiática | Copa Asiática | Copa Asiática | Copa Asiática |
| Año           | Ronda            | J             | G             | E             | P             | GF            | GC            |
| ------------- | ---------------- | ------------- | ------------- | ------------- | ------------- | ------------- | ------------- |
| 1956 - 1996   | No participó     | No participó  | No participó  | No participó  | No participó  | No participó  | No participó  |
| 2000          | No clasificó     | No clasificó  | No clasificó  | No clasificó  | No clasificó  | No clasificó  | No clasificó  |
| 2004          | No clasificó     | No clasificó  | No clasificó  | No clasificó  | No clasificó  | No clasificó  | No clasificó  |
| 2007          | No clasificó     | No clasificó  | No clasificó  | No clasificó  | No clasificó  | No clasificó  | No clasificó  |
| 2011          | No clasificó     | No clasificó  | No clasificó  | No clasificó  | No clasificó  | No clasificó  | No clasificó  |
| 2015          | Fase de grupos   | 3             | 0             | 0             | 3             | 1             | 11            |
| 2019          | Fase de grupos   | 3             | 0             | 2             | 1             | 0             | 3             |
| 2023          | Octavos de final | 4             | 1             | 1             | 2             | 6             | 7             |
| 2027          | Clasificado      | Clasificado   | Clasificado   | Clasificado   | Clasificado   | Clasificado   | Clasificado   |
| Total         | 4/19             | 10            | 1             | 3             | 6             | 7             | 21            |

## Torneos regionales

### Campeonato de la WAFF
| Campeonato de la WAFF | Campeonato de la WAFF | Campeonato de la WAFF | Campeonato de la WAFF | Campeonato de la WAFF | Campeonato de la WAFF | Campeonato de la WAFF | Campeonato de la WAFF |
| Año                   | Ronda                 | J                     | G                     | E                     | P                     | GF                    | GC                    |
| --------------------- | --------------------- | --------------------- | --------------------- | --------------------- | --------------------- | --------------------- | --------------------- |
| 2000                  | Fase de grupos        | 3                     | 0                     | 1                     | 2                     | 3                     | 5                     |
| 2002                  | Fase de grupos        | 2                     | 0                     | 0                     | 2                     | 1                     | 4                     |
| 2004                  | Fase de grupos        | 2                     | 0                     | 1                     | 1                     | 2                     | 3                     |
| 2007                  | Fase de grupos        | 2                     | 0                     | 0                     | 2                     | 0                     | 3                     |
| 2008                  | Fase de grupos        | 2                     | 0                     | 0                     | 2                     | 0                     | 4                     |
| 2010                  | Fase de grupos        | 2                     | 0                     | 0                     | 2                     | 1                     | 6                     |
| 2012                  | Fase de grupos        | 3                     | 1                     | 0                     | 2                     | 3                     | 4                     |
| 2014                  | Fase de grupos        | 2                     | 0                     | 1                     | 1                     | 0                     | 1                     |
| 2019                  | Fase de grupos        | 4                     | 2                     | 1                     | 1                     | 6                     | 5                     |
| 2023                  | Clasificado           | Clasificado           | Clasificado           | Clasificado           | Clasificado           | Clasificado           | Clasificado           |
| Total                 | 10/10                 | 22                    | 3                     | 4                     | 15                    | 16                    | 35                    |

### Copa de Naciones Árabe
| Copa de Naciones Árabe | Copa de Naciones Árabe | Copa de Naciones Árabe | Copa de Naciones Árabe | Copa de Naciones Árabe | Copa de Naciones Árabe | Copa de Naciones Árabe | Copa de Naciones Árabe |
| Año                    | Ronda                  | J                      | G                      | E                      | P                      | GF                     | GC                     |
| ---------------------- | ---------------------- | ---------------------- | ---------------------- | ---------------------- | ---------------------- | ---------------------- | ---------------------- |
| 1963                   | No participó           | No participó           | No participó           | No participó           | No participó           | No participó           | No participó           |
| 1964                   | No participó           | No participó           | No participó           | No participó           | No participó           | No participó           | No participó           |
| 1966                   | Fase de grupos         | 3                      | 1                      | 1                      | 1                      | 8                      | 3                      |
| 1985                   | No participó           | No participó           | No participó           | No participó           | No participó           | No participó           | No participó           |
| 1988                   | No participó           | No participó           | No participó           | No participó           | No participó           | No participó           | No participó           |
| 1992                   | Fase de grupos         | 2                      | 0                      | 1                      | 1                      | 1                      | 2                      |
| 1998                   | No clasificó           | No clasificó           | No clasificó           | No clasificó           | No clasificó           | No clasificó           | No clasificó           |
| 2002                   | Fase de grupos         | 4                      | 0                      | 3                      | 1                      | 7                      | 9                      |
| 2009                   | Cancelado              | Cancelado              | Cancelado              | Cancelado              | Cancelado              | Cancelado              | Cancelado              |
| 2012                   | Fase de grupos         | 2                      | 0                      | 1                      | 1                      | 2                      | 4                      |
| Copa Árabe de la FIFA  |                        |                        |                        |                        |                        |                        |                        |
| 2021                   | Fase de grupos         | 3                      | 0                      | 1                      | 2                      | 2                      | 10                     |
| Total                  | 5/11                   | 14                     | 1                      | 7                      | 6                      | 20                     | 28                     |

### Copa Desafío de la AFC
| Copa Desafío de la AFC | Copa Desafío de la AFC | Copa Desafío de la AFC | Copa Desafío de la AFC | Copa Desafío de la AFC | Copa Desafío de la AFC | Copa Desafío de la AFC | Copa Desafío de la AFC |
| Año                    | Ronda                  | J                      | G                      | E                      | P                      | GF                     | GC                     |
| ---------------------- | ---------------------- | ---------------------- | ---------------------- | ---------------------- | ---------------------- | ---------------------- | ---------------------- |
| 2006                   | Cuartos de final       | 4                      | 2                      | 1                      | 1                      | 16                     | 2                      |
| 2008                   | Se retiró              | Se retiró              | Se retiró              | Se retiró              | Se retiró              | Se retiró              | Se retiró              |
| 2010                   | No clasificó           | No clasificó           | No clasificó           | No clasificó           | No clasificó           | No clasificó           | No clasificó           |
| 2012                   | Cuarto lugar           | 5                      | 2                      | 1                      | 2                      | 7                      | 6                      |
| 2014                   | Campeón                | 5                      | 4                      | 1                      | 0                      | 6                      | 0                      |
| Total                  | 3/5                    | 14                     | 8                      | 3                      | 3                      | 29                     | 8                      |

## Últimos partidos y próximos encuentros
Actualizado al último partido jugado el 10 de junio de 2025
| Fecha      | Ciudad        | Local         | Resultado | Visitante     | Competencia                     |
| ---------- | ------------- | ------------- | --------- | ------------- | ------------------------------- |
| 06-06-2024 | Rayán         | Palestina     | 0:0       | Líbano        | Clasificación Copa Mundial 2026 |
| 11-06-2024 | Perth         | Australia     | 5:0       | Palestina     | Clasificación Copa Mundial 2026 |
| 05-09-2024 | Seúl          | Corea del Sur | 0:0       | Palestina     | Clasificación Copa Mundial 2026 |
| 10-09-2024 | Kuala Lumpur  | Palestina     | 1:3       | Jordania      | Clasificación Copa Mundial 2026 |
| 10-10-2024 | Basra         | Irak          | 1:0       | Palestina     | Clasificación Copa Mundial 2026 |
| 15-10-2024 | Doha          | Palestina     | 2:2       | Kuwait        | Clasificación Copa Mundial 2026 |
| 14-11-2024 | Mascate       | Omán          | 1:0       | Palestina     | Clasificación Copa Mundial 2026 |
| 19-11-2024 | Amán          | Palestina     | 1:1       | Corea del Sur | Clasificación Copa Mundial 2026 |
| 20-03-2025 | Amán          | Jordania      | 3:1       | Palestina     | Clasificación Copa Mundial 2026 |
| 25-03-2025 | Amán          | Palestina     | 2:1       | Irak          | Clasificación Copa Mundial 2026 |
| 05-06-2025 | Cd. de Kuwait | Kuwait        | 0:2       | Palestina     | Clasificación Copa Mundial 2026 |
| 10-06-2025 | Amán          | Palestina     | 1:1       | Omán          | Clasificación Copa Mundial 2026 |
| 08-09-2025 | Kuala Lumpur  | Malasia       | -:-       | Palestina     | Partido amistoso                |

## Palmarés
- Copa Desafío de la AFC (1): 2014
- Bangabandhu Cup (2): 2018 y 2020

## Jugadores
Muchos jugadores que han conformado la selección a lo largo del tiempo son de origen palestino pero han nacido en otros países, principalmente Chile (algunos provenientes del Club Deportivo Palestino) y Estados Unidos, donde están las colonias palestinas más importantes del mundo. En otras ligas de países árabes se encuentran también jugadores de ascendencia palestina.

### Goleadores históricos
| #  | Jugador             | Goles | Apariciones | Promedio | Periodo       |
| -- | ------------------- | ----- | ----------- | -------- | ------------- |
| 1  | Oday Dabbagh        | 17    | 38          | 0.45     | 2018–presente |
| 2  | Ashraf Nu'man       | 15    | 57          | 0.26     | 2009–2016     |
| 3  | Fahed Attal         | 14    | 41          | 0.34     | 2004–2012     |
| 4  | Tamer Seyam         | 13    | 65          | 0.2      | 2014–presente |
| 5  | Sameh Maraaba       | 12    | 43          | 0.28     | 2014–presente |
| 6  | Ziyad Al-Kord       | 10    | 29          | 0.34     | 1997–2006     |
| 6  | Jonathan Cantillana | 10    | 30          | 0.33     | 2015–presente |
| 8  | Abdelatif Bahdari   | 9     | 82          | 0.11     | 2007–2021     |
| 9  | Ahmad Maher Wridat  | 8     | 29          | 0.28     | 2012–2018     |
| 10 | Yashir Islame       | 7     | 20          | 0.35     | 2016–2019     |

### Más participaciones
| # | Nombre            | Partidos | Goles | Periodo       |
| - | ----------------- | -------- | ----- | ------------- |
| 1 | Abdelatif Bahdari | 82       | 9     | 2007–2021     |
| 2 | Khader Yousef     | 71       | 2     | 2008–2016     |
| 3 | Ramzi Saleh       | 68       | 0     | 2000–2015     |
| 4 | Musab Al-Battat   | 65       | 1     | 2013–presente |
| 4 | Tamer Seyam       | 65       | 13    | 2014–presente |
| 6 | Abdallah Jaber    | 59       | 2     | 2014–2019     |
| 7 | Ashraf Nu'man     | 57       | 15    | 2009–2016     |
| 8 | Hussam Abu Saleh  | 56       | 3     | 2010–2015     |
| 9 | Rami Hamadeh      | 52       | 0     | 2013–presente |
| 9 | Saeb Jendeya      | 52       | 1     | 1999–2008     |

- En negrita son jugadores aún activos

### Última convocatoria
Conovocatoria para los partidos de la clasificación de AFC para la Copa Mundial de Fútbol de 2026 ante  Jordania e  Irak el 20 y 25 de marzo de 2025.
| No. | Pos. | Jugador           | Fecha de nacimiento (edad)        | Apa. | Goles | Club               |
| --- | ---- | ----------------- | --------------------------------- | ---- | ----- | ------------------ |
| 1   | POR  | Tawfiq Ali        | 8 de noviembre de 1989 (35 años)  | 40   | 0     | Jabal Al Mukaber   |
| 16  | POR  | Mahdi Assi        | 24 de diciembre de 2004 (20 años) | 0    | 0     | Al-Bireh           |
| 22  | POR  | Rami Hamadeh      | 24 de marzo de 1994 (31 años)     | 55   | 0     | Al-Markhiya        |
|     |      |                   |                                   |      |       |                    |
| 2   | DEF  | Mohammed Khalil   | 5 de abril de 1998 (27 años)      | 17   | 0     | Al-Akhdar          |
| 4   | DEF  | Yaser Hamed       | 9 de diciembre de 1997 (27 años)  | 32   | 5     | Al-Gharafa         |
| 5   | DEF  | Mohammed Saleh    | 18 de julio de 1993 (32 años)     | 36   | 0     | Al-Rayyan          |
| 7   | DEF  | Musab Al-Battat   | 12 de noviembre de 1993 (31 años) | 70   | 1     | Al-Wakrah          |
| 14  | DEF  | Ahmed Taha        | 6 de junio de 2001 (24 años)      | 1    | 0     | Kafr Qasim         |
| 15  | DEF  | Michel Termanini  | 8 de mayo de 1998 (27 años)       | 22   | 2     | Al-Wakrah          |
| 17  | DEF  | Mousa Farawi      | 22 de marzo de 1998 (27 años)     | 17   | 0     | Ghazl El-Mehalla   |
|     | DEF  | Ameed Mahajna     | 11 de octubre de 1996 (28 años)   | 11   | 0     | Al-Rayyan          |
|     | DEF  | Wajdi Nabhan      | 27 de julio de 2001 (23 años)     | 1    | 0     | Al-Jazira          |
|     |      |                   |                                   |      |       |                    |
| 6   | MED  | Adam Kaied        | 2 de marzo de 2002 (23 años)      | 1    | 0     | NAC Breda          |
| 8   | MED  | Hamed Hamdan      | 1 de marzo de 2000 (25 años)      | 1    | 0     | Petrojet           |
| 10  | MED  | Mahmoud Abu Warda | 31 de mayo de 1995 (30 años)      | 41   | 3     | Al-Tahaddy         |
| 12  | MED  | Ameed Sawafta     | 10 de julio de 2000 (25 años)     | 5    | 0     | Al-Waab            |
| 23  | MED  | Ataa Jaber        | 3 de octubre de 1994 (30 años)    | 12   | 0     | Qatar SC           |
|     | MED  | Mohammed Rashid   | 29 de enero de 1995 (30 años)     | 50   | 2     | Persebaya Surabaya |
|     | MED  | Oday Kharoub      | 5 de febrero de 1993 (32 años)    | 36   | 0     | Al-Ahly Benghazi   |
|     |      |                   |                                   |      |       |                    |
| 9   | DEL  | Tamer Seyam       | 25 de noviembre de 1992 (32 años) | 67   | 14    | Al-Nasr Benghazi   |
| 11  | DEL  | Oday Dabbagh      | 3 de diciembre de 1998 (26 años)  | 44   | 16    | Aberdeen           |
| 13  | DEL  | Bader Mousa       | 11 de abril de 1999 (26 años)     | 7    | 0     | Petrojet           |
| 18  | DEL  | Mahmoud Eid       | 26 de junio de 1993 (32 años)     | 25   | 1     | Bangkok United     |
| 19  | DEL  | Wessam Abou Ali   | 4 de enero de 1999 (26 años)      | 7    | 2     | Al-Ahly            |
| 20  | DEL  | Assad Al Hamlawi  | 27 de octubre de 2000 (24 años)   | 1    | 0     | Śląsk Wrocław      |
| 21  | DEL  | Zaid Qunbar       | 4 de septiembre de 2002 (22 años) | 14   | 3     | Al-Ahly Benghazi   |
|     | DEL  | Khaled Al-Nabris  | 27 de marzo de 2003 (22 años)     | 0    | 0     | Ismaily            |

## Entrenadores
Entrenadores desde 1998 a la actualidad.
| Entrenador             | Años          |
| ---------------------- | ------------- |
| Ricardo Carugati       | 1998          |
| Azmi Nassar            | 1999-2000     |
| Malek El-Gabry         | 2000          |
| Mustafa Abdel-Ghali    | 2001          |
| Andrzej Wisniewski     | 2001          |
| Nicola Hadwa           | 2002-2004     |
| Alfred Riedl           | 2004          |
| Azmi Nassar            | 2005-2006     |
| Nelson Dekmak          | 2007          |
| Faryd Dietz            | 2007          |
| Izzat Hamza            | 2008-2009     |
| Jamal Daraghmeh        | 2009          |
| Mousa Bezaz            | 2009-2011     |
| Abdel-Nasser Barakat   | 2011          |
| Mahmoud El-Gohary      | 2011-2014     |
| Amir Jalifa            | 2014-2015     |
| Shawky Gharib          | 2016-2017     |
| Julio César Baldivieso | 2018          |
| Noureddine Ould Ali    | 2018-2021     |
| Makram Dabboub         | 2021-2024     |
| Ehab Abu Jazar         | 2024-presente |

En cursiva los entrenadores interinos.